# Iuri Nikulin
Iuri Vladimirovici Nikulin (în rusă Юрий Владимирович Никулин; n. 18 decembrie 1921, Demidov⁠(d), gubernia Smolensk, RSFS Rusă – d. 21 august 1997, Moscova, Rusia) a fost un actor, clovn și prezentator de televiziune rus. A primit numeroase ordine, printre care Artist al Poporului al URSS (1973), Erou al Muncii Socialiste (1990), de două ori Ordinul Lenin (1980 și 1990) etc.
Este cunoscut pentru colaborările cu actorii Gheorghi Vițin și Evgheni Morgunov și regizorul Leonid Gaidai. Alături de Morgunov și Vițin a format o tripletă comică legendară în cinematografia sovietică. Ca rezultat al acestei colaborări, au apărut filmele sovietice culte Contrabandiștii (1961), Operațiunea Y (1965), Răpire în stil caucazian (1966). A mai jucat în alte comedii sovietice regizate de Gaidai, precum Mâna cu briliante (1968), Douăsprezece scaune (1971).

## Filmografie selectivă
- 1958 Fata cu chitara (Девушка с гитарой), regia Aleksandr Faințimmer
- 1960 Iașa Toporkov (Яша Топорков), regia Evgheni Karelov
- 1961 Câinele Barbos și ineditul cros (Пёс Барбос и необычный кросс), regia Evgheni Karelov
- 1961 Omul de nicăieri (Человек ниоткуда), regia Eldar Riazanov
- 1961 Când copacii erau mari (Когда деревья были большими), regia Lev Kulidjanov
- 1961 Kolka, prietenul meu! (Друг мой, Колька!), regia Aleksandr Mitta și Aleksei Saltikov
- 1961 Contrabandiștii/Țuicarii (Самогонщики), regia Leonid Gaidai
- 1961 Îmblânzirea scorpiei (Укрощение строптивой), regia Sergey Kolosov
- 1962 Oameni solizi/Oameni de afaceri (Деловые люди), regia Leonid Gaidai
- 1962 Tânăr-verde (Молодо-зелено), regia Konstantin Voinov
- 1962 Fără teamă și reproș (Без страха и упрёка), regia Aleksandr Mitta
- 1963 „Fitil” mare (Большой фитиль), regia Meri Anjaparidze, Eduard Bocearov, Aleksandr Mitta și alții
- 1965 Aport, Muhtar! (Ко мне, Мухтар!), regia Semion Tumanov
- 1965 Dați-mi condica de reclamații (Дайте жалобную книгу), regia Eldar Riazanov
- 1965 Operațiunea Î (Операция „Ы“ и другие приключения Шурика), regia Leonid Gaidai
- 1965 Visătorii (Фантазёры), regia Isaak Maghiton
- 1966 Micul fugar (Маленький беглец), regia Eduard Bocearov cameo
- 1967 Prizoniera din Caucaz (Кавказская пленница, или Новые приключения Шурика), regia Leonid Gaidai
- 1966 Andrei Rubliov (Андрей Рублёв), regia Andrei Tarkovski
- 1968 Șapte bătrâni și o fată (Семь стариков и одна девушка), regia Evgheni Karelov
- 1969 Mâna cu briliante (Бриллиантовая рука), regia Leonid Gaidai
- 1968 Nou-venită (Новенькая), regia Pavel Liubimov
- 1970 Poveștile lui Deniska (Денискины рассказы), regia Vladimir Hramov, cameo
- 1971 Bătrânii bandiți (Старики-разбойники), regia Eldar Reazanov
- 1971 Telegrama (Телеграмма), regia Rolan Bîkov
- 1971 12 scaune (12 стульев), regia Leonid Gaidai
- 1972 Punct, punct, virgulă… (Точка, точка, запятая…), regia Aleksandr Mitta